# أوستزان
أوستزان Oostzaan  هي مدينة وبلدية بمقاطعة شمال هولندا، هولندا.

## طوبوغرافيا
خريطة طوبوغرافية هولندية لبلدية أوستزان، ديسمبر 2015، (تقرأ بعد ثلاث نقرات على الخريطة).

## أعلام
- أني بويدج
- دنيس فان فايك
- أنطون برونك